# Ogrody Buskett
Ogrody Buskett (ang. Buskett Gardens; wł. Bоschetto), stanowiące jeden z nielicznych terenów zadrzewionych na obszarze Malty, położone są w żyznej dolinie Wied il-Luq w Siġġiewi. 30 ha terenu leży na zachód od Siġġiewi (Città Ferdynand) i nieco na wschód od Dingli. Na skraju ogrodu stoi Verdala Palace, oficjalna rezydencja Prezydenta Malty.

## Historia
Rodzime lasy niegdyś pokrywały Maltę, ale drzewa wycięto w XVI–XVII w. dla stoczni (produkcja galeonów) oraz w celach rolniczych. Teren obecnych ogrodów Buskett zachowany został przez Rycerzy Szpitalników jako rezerwat łowiecki.
W czerwcu 1557, Wielki Mistrz Claude de la Sengle przeniósł się do Buskett, gdy jego stan zdrowia zaczął się pogarszać. Zmarł w Mdinie dwa miesiące później.

## Opis

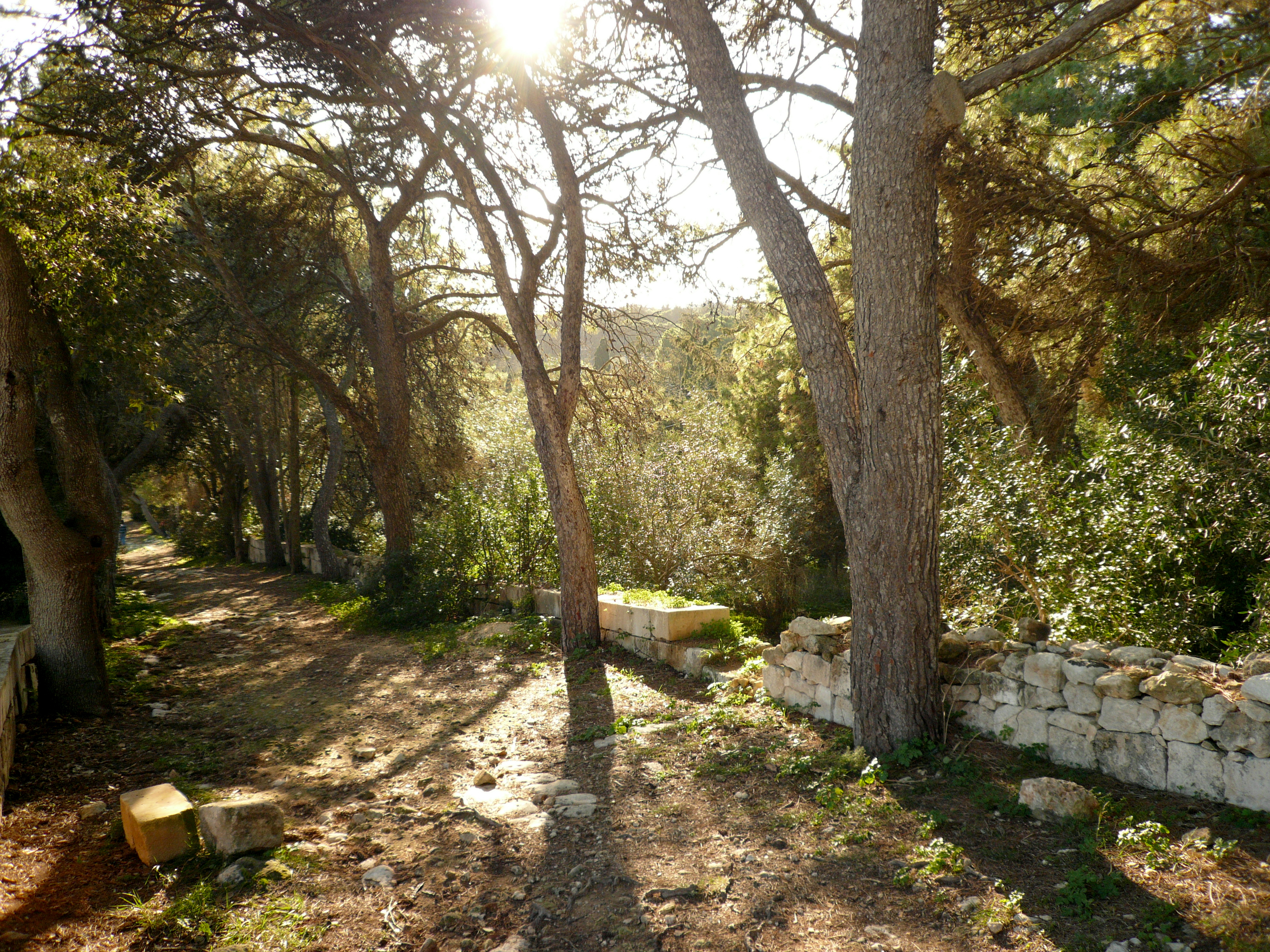
Ogrody Buskett

Ogrody składają się z różnorakich terenów zadrzewionych tworzonych przez szerokolistne drzewa liściaste, rodzime dla Malty drzewa iglaste oraz zimozielone zarośla śródziemnomorskie – garig i makie. Rosną tu także gaje drzew owocowych.
Ogrody są bardzo popularne wśród Maltańczyków, którzy często chodzą tu na spacery w spokojnej atmosferze lub organizują pikniki w cieniu drzew. 29 czerwca organizowana jest w ogrodach fiesta z okazji Imnarja. Setki ludzi gromadzi się tam w przeddzień wieczorem, aby zjeść tradycyjną maltańską potrawkę z królika, gotowaną w winie, posłuchać tradycyjnej ludowej muzyki i śpiewu, a rano bawić się na corocznej wystawie rolniczej.

## Pałac Verdala

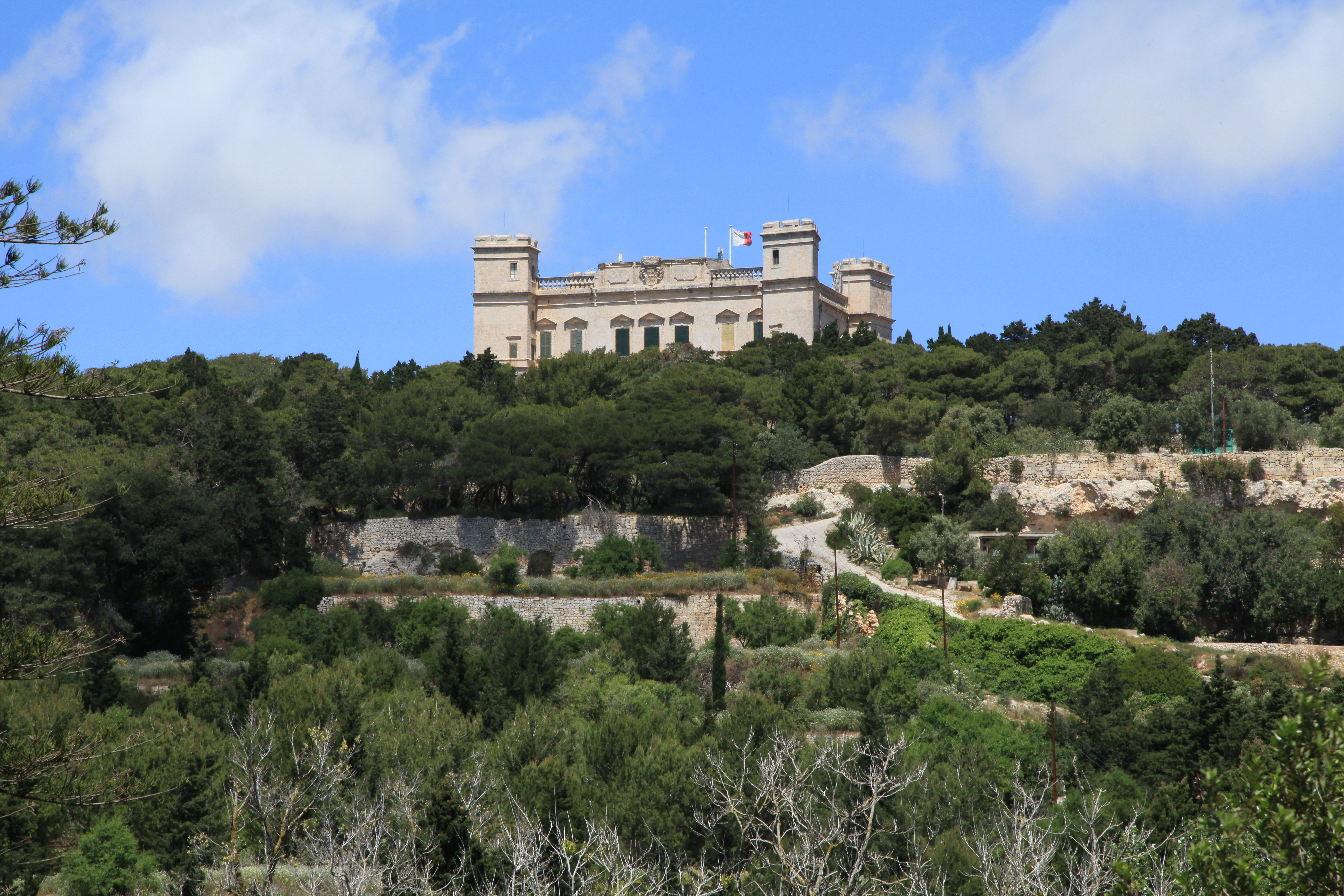
Pałac Verdala i ogrody Buskett

Pałac Verdala położony jest na szczycie wzgórza, z widokiem na ogrody Baskett. Zbudował go Wielki Mistrz Hughes de Verdalle w 1588 roku jako letnią rezydencję. Współcześnie, po renowacji, obiekt służy teraz jako letnia rezydencja Prezydenta Malty. Pałac nie jest otwarty dla publiczności, ale jest charakterystycznym obiektem, dobrze widocznym od strony klifów Dingli, górujących nad lasem Buskett.

## Ostoja ptaków
Ogrody zostały zaklasyfikowane przez BirdLife International jako ostoja ptaków IBA (ang. Important Bird Area IBA), ponieważ stanowią siedlisko olbrzymiej liczby ptaków, służą zwłaszcza jako schronienie dla przelatujących na wiosnę i jesienią przez Archipelag Maltański. Podczas corocznych wędrówek zatrzymują się tu m.in. trzmielojady (Pernis apivorus), błotniaki stawowe (Circus aeruginosus), pustułki (Falco tinnunculus), kobuzy (Falco subbuteo), sokoły skalne (Falco eleonorae).